# Slutsteg

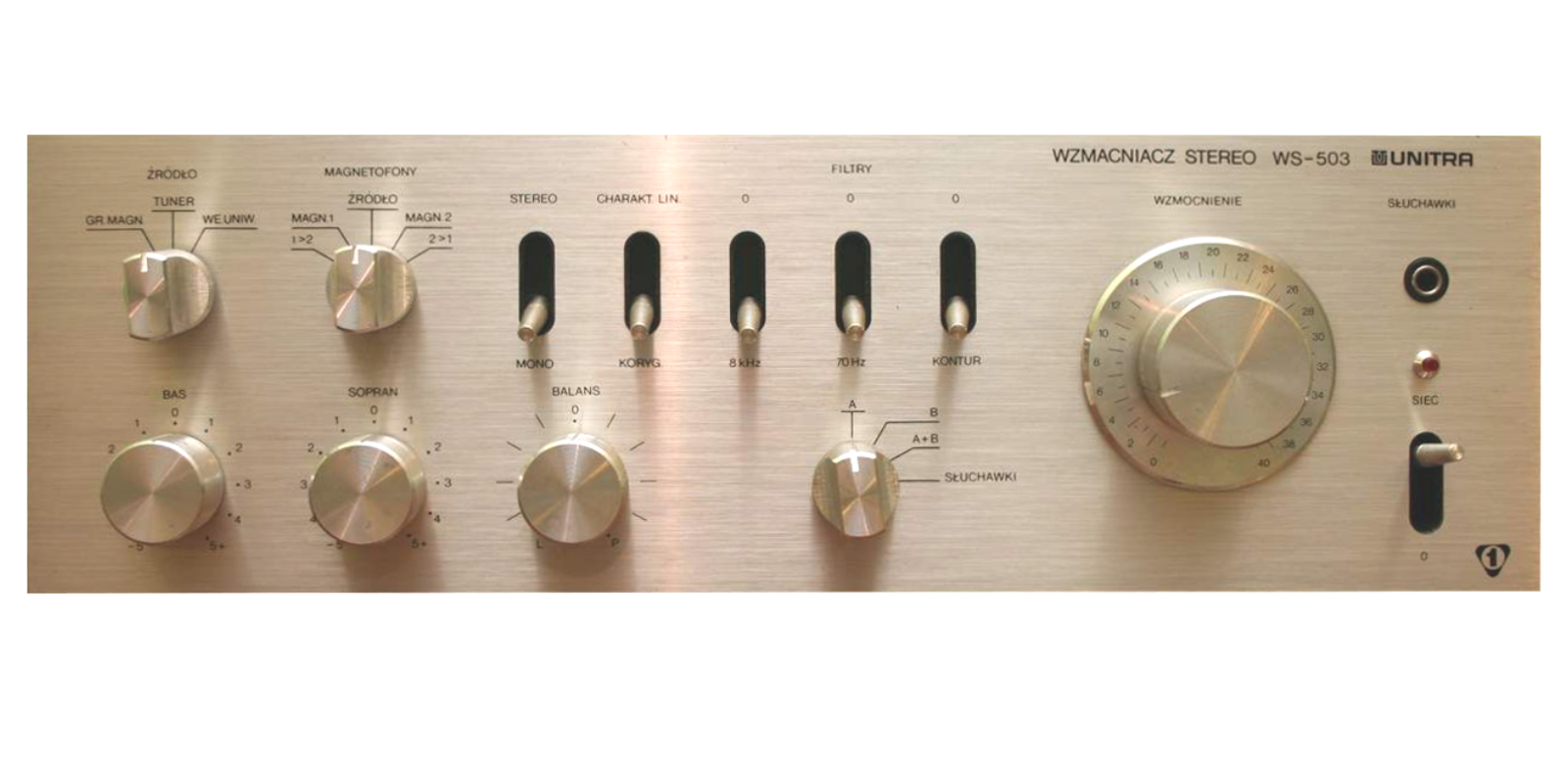
Kombination av förförstärkare och effektförstärkare för audio tillverkad av Unitra

Slutsteget är den del av en effektförstärkare som förstärker signalens strömstyrka så att önskad effekt sänds till lasten. I audiosammanhang är det högtalare som utgör lasten, men inom industrin kan lasten vara varierande: motorer, reläer, fotolampor och så vidare. En effektförstärkare kan delas upp i tre delar: ingångssteg, spänningsförstärkare samt slutsteg. Slutsteget kan vara utfört med bipolära transistorer eller MOSFET.
I audiosammanhang är den ofta hopbyggd med förförstärkaren i form av en integrerad förstärkare, men i sammanhang där hög effekt och/eller hög ljudkvalitet krävs är delarna ofta separata.
Slutstegets uppgift är även impedansanpassning, medan den huvudsakliga spänningsförstärkningen (liksom justering av volym, balans, ton och eventuell filtrering av ljudet) sker tidigare i kedjan.
Av en bra effektförstärkare krävs låg distorsion och rak frekvensgång (men de gängse mätmetoderna för dessa parametrar är så till intet förpliktande att alla effektförstärkare under de senaste decennierna kan uppvisa närmast perfekta värden).  Betydligt viktigare är dock att kräva stor strömkapacitet och minimal inre resistans för att utan effektförlust kunna hantera varierande högtalarimpedans. Detta uttrycks även som hög dämpfaktor och stor bandbredd (för att kunna återge snabba transienter).
Beroende på koppling och arbetsområde kan slutsteget arbeta i olika klasser: klass A, klass AB, klass B, klass C etcetera och kan vara bestyckade med rör, transistorer och/eller integrerade kretsar. Så kallade High-endapparater utförs ibland som klass A.